# En Vogue
En Vogue (по-англ. произн. эн во́уг) — американский женский вокальный квартет из города Окленд, Калифорния. Группа была создана музыкальными продюсерами Дензилом Фостером и Томасом Макелроем.
Группа провела в сумме 2800 недель в различных чартах «Билборда», является одной из самых успешных и популярных женских групп всех времён и, по статистике журнала «Билборд», 18-м наиболее успешным музыкальным исполнителем 1990-х годов. Она выиграла больше премий «MTV Video Music Award», чем любая другая женская группа в истории существования этой награды, — семь, а также пять «Soul Train Award», шесть «American Music Award» и семь раз номинировалась на «Грэмми».

## Состав
| Терри Эллис (1989–)                    |
| Синди Херрон (1989–)                   |
| Максин Джонс (1989–2001, 2003–12)      |
| Дон Робинсон (1989–97, 2005, 2008–12)  |
| Рона Беннетт (2003–05, 2006–08, 2012–) |
| Аманда Коул (2001–2003)                |

## Дискография
Смотрите статью «En Vogue discography» в англ. разделе.
My lovin' (1992)

## Награды
См. статью «List of awards and nominations received by En Vogue» в англ. разделе.